# Ясон и аргонавты (мини-сериал)
«Ясон и аргонавты» (англ. Jason and the Argonauts) — мини-сериал 2000 года режиссёра Ника Уиллинга по мотивам древнегреческого мифа о Ясоне и аргонавтах.
Премьера состоялась 7 мая 2000 года на телеканале NBC. В 2000—2001 годах мини-сериал получил 10 номинаций на различные премии, среди которых Прайм-таймовая премия «Эмми», «Online Film & Television Association Award», «Сатурн», «Премия Американского общества кинооператоров» и «Спутник».
В 2010 году саундтрек к картине композитора Саймона Босуэлла был перевыпущен на лейбле Perseverance Records.

## Сюжет
Фильм начинается с вторжения солдат в город Иолк. Брат царя Эсона Пелий возглавляет атаку. Войдя в храм, он убивает своего брата кинжалом, чтобы занять его трон. Он собирается сделать то же самое с Ясоном, но один из охранников спасает мальчика и выводит из дворца через секретный туннель.
Спустя много лет Пелий находит Ясона и предлагает ему сделку — право занять трон после его смерти в обмен на золотое руно. Снарядив корабль и собрав команду, Ясон отправляется на поиски руна.

## В ролях
| Актёр            | Роль                            |
| ---------------- | ------------------------------- |
| Джейсон Лондон   | Предводитель аргонавтов Ясон    |
| Фрэнк Ланджелла  | царь Колхиды Ээт                |
| Наташа Хенстридж | Царица острова Лемнос Гипсипила |
| Дерек Джекоби    | Финей                           |
| Оливия Уильямс   | Жена Зевса Гера                 |
| Ангус Макфадьен  | Царь олимпийских богов Зевс     |
| Деннис Хоппер    | Правитель Иолка Пелий           |
| Джолин Блэлок    | Дочь Эета Медея                 |
| Джеймс Кэллис    | Апсирт                          |
| Брайан Томпсон   | Сын Зевса и Алкмены Геракл      |
| Эдриан Лестер    | Певец Орфей                     |
| Киаран Хайндс    | царь Эсон                       |
| Диана Кент       | Полимела                        |
| Дэвид Колдер     | Аргос                           |
| Марк Льюис Джонс | Мопс                            |
| Хью Куарши       | Хирон                           |
| Ольга Сосновска  | Аталанта                        |

| Актёр            | Роль     |
| ---------------- | -------- |
| Киран О’Брайэн   | Актор    |
| Том Харпер       | Акаст    |
| Омид Джалили     | Кастор   |
| Джон Шэриан      | Полидевк |
| Риз Майлз Томас  | Зет      |
| Марк Фолан Дизи  | Ификл    |
| Эллиот Леви      | Канф     |
| Ксавьер Андерсон | Фан      |
| Чарльз Картмелл  | Лаэрт    |
| Доджер Филлипс   | Тифий    |
| Питер Гевиссер   | Бут      |
| Норман Робертс   | Эхион    |
| Грег Хикс        | жрец     |
| Адам Купер       | Эрот     |
| Джон Беннет      | Идас     |
| Джозеф Гатт      | Атлант   |

## История создания
Съёмки проходили в Анталье (Турция), Лондоне и Шеппертоне (Великобритания).
Бюджет картины составил 30 миллионов долларов.

## Награды и номинации
| Год  | Награда                                      | Категория                                                                               | Номинанты | Результат |
| ---- | -------------------------------------------- | --------------------------------------------------------------------------------------- | --- | --------- |
| 2000 | Прайм-таймовая премия «Эмми»                 | Лучший макияж для мини-сериала, фильма или специального выпуска                         | Энн Спирс Марк Кулье Пол Спатери Джули Райт Ники Ноулз Пол Гуч                                                    | Номинация |
| 2000 | Прайм-таймовая премия «Эмми»                 | Лучшие специальные визуальные эффекты для мини-сериала, фильма или специального выпуска | Дэвид Бут Алек Нокс Энди Ломас Хэл Бертрам Джордж Ропер Педро Саброса Карлос М. Росас Дарен Хорли Вирджил Мэннинг | Номинация |
| 2000 | Online Film & Television Association Award   | Лучший мини-сериал                                                                      | Лучший мини-сериал                                                                                                | Номинация |
| 2000 | Online Film & Television Association Award   | Лучший дизайн в фильме или мини-сериале                                                 | Лучший дизайн в фильме или мини-сериале                                                                           | Номинация |
| 2000 | Online Film & Television Association Award   | Лучший звук в фильме или мини-сериале                                                   | Лучший звук в фильме или мини-сериале                                                                             | Номинация |
| 2000 | Online Film & Television Association Award   | Лучшие визуальные эффекты в фильме или мини-сериале                                     | Лучшие визуальные эффекты в фильме или мини-сериале                                                               | Номинация |
| 2000 | Online Film & Television Association Award   | Лучшая новая тема песни в фильме или мини-сериале                                       | Саймон Босуэлл | Номинация |
| 2001 | Сатурн                                       | Лучшая телевизионная постановка                                                         | Лучшая телевизионная постановка                                                                                   | Номинация |
| 2001 | Премия Американского общества кинооператоров | Лучшая операторская работа в фильме недели, мини-сериале или пилоте                     | Сергей Козлов | Номинация |
| 2001 | Спутник                                      | Лучший мини-сериал                                                                      | Лучший мини-сериал                                                                                                | Номинация |

## Отзывы
Мини-сериал получил смешанные отзывы кинокритиков. На сайте Rotten Tomatoes у картины 33 % положительных рецензий на основе 6 отзывов.